# 紀元前573年
紀元前573年（きげんぜん573ねん）は、西暦（ローマ暦）による年。紀元前1世紀の共和政ローマ末期以降の古代ローマにおいては、ローマ建国紀元181年として知られていた。紀年法として西暦（キリスト紀元）がヨーロッパで広く普及した中世時代初期以降、この年は紀元前573年と表記されるのが一般的となった。

## 他の紀年法
- 干支 : 戊子
- 日本
  - 皇紀88年
  - 綏靖天皇9年
- 中国
  - 周 - 簡王13年
  - 魯 - 成公18年
  - 斉 - 霊公9年
  - 晋 - 厲公8年
  - 秦 - 景公4年
  - 楚 - 共王18年
  - 宋 - 平公3年
  - 衛 - 献公4年
  - 陳 - 成公26年
  - 蔡 - 景侯19年
  - 曹 - 成公5年
  - 鄭 - 成公12年
  - 燕 - 武公元年
  - 呉 - 寿夢13年
- 朝鮮
  - 檀紀1761年
- ユダヤ暦 : 3188年 - 3189年

## できごと

### 中国
- 晋の欒書・荀偃が程滑に命じて厲公を殺害した。成周から公孫周（悼公）が迎えられて即位した。
- 斉の霊公が華免に命じて国佐を殺害させた。国勝が清の人に殺され、国弱が魯に亡命した。
- 楚と鄭の連合軍が宋を攻撃した。楚に亡命していた宋の魚石が彭城に復帰した。
- 宋の老佐と華喜が彭城を包囲したが、老佐が死去したため、彭城は陥落しなかった。
- 楚の子重（公子嬰斉）が彭城救援のために出兵し、宋に侵攻した。晋軍が宋を救援し台谷に進軍し、靡角の谷で楚軍と遭遇すると、楚軍は撤退した。
- 晋の悼公・宋の平公・衛の献公・斉の崔杼・魯の仲孫蔑らが虚朾で会合し、同盟した。

## 死去
- 厲公 - 晋の君主
- 国佐 - 斉の大夫
- 成公 - 魯の君主
- 定公 - 邾の君主